# 镇江专区
镇江专区，中华人民共和国江苏省已撤销的专区，在今江苏省西南部。
1949年置，属苏南行署区，专员公署驻镇江市。辖镇江市（县级市，原镇江县部分）和丹徒、扬中、句容、江宁、丹阳、溧水、高淳7县。1952年，苏南行署组建新的江苏省，镇江专区属江苏省。1953年，原属常州专区的武进、金坛、溧阳3县划入镇江专区。1954年，镇江市由省直辖。镇江专区辖10县。
1956年，原属苏州专区的宜兴县划入镇江专区；将扬中县划归扬州专区，后划回镇江专区；原属扬州专区的仪征、六合、江浦3县划入镇江专区，后划回扬州专区。镇江专区辖10县。1958年，撤销丹徒县，并入镇江市；镇江专区改名常州专区，驻地相应迁常州市。1959年，常州专区复名镇江专区，驻地又迁镇江市。辖镇江市及武进、扬中、丹阳、金坛、溧阳、宜兴、高淳、溧水、句容9县。
1961年，将武进县划归常州市。1962年，恢复丹徒县；原属南京市的江宁、武进2县划入镇江专区。辖1市、11县。

## 镇江地区
1970年，撤销镇江专区，改置镇江地区。
1971年，将江宁县划归南京市领导。镇江地区辖1市10县。
1983年3月，撤销镇江地区，将原属镇江地区的宜兴县划归无锡市，镇江地区的武进、金坛、溧阳县划归常州市领导。镇江市改由省直辖。市区设城区、郊区2个市辖区。镇江市共辖4县2区。